# Bahía Packsaddle
Bahía Packsaddle är en bukt i Chile.   Den ligger i Región de Magallanes y de la Antártica Chilena, i den södra delen av landet, 2 400 km söder om huvudstaden Santiago de Chile.